# 수도군단
수도군단(首都軍團, 영어: Capital Corps)은 대한민국 육군의 군단이다. 경기도 안양시에 본부를 두고 있고, 서울특별시 내곽을 방위하는 수도방위사령부와 더불어 서울의 서부 외곽인 인천광역시와 경기도 서남부 지역을 방어하는 임무를 맡고 있다. 상징명칭은 충의부대(忠義部隊)이다.

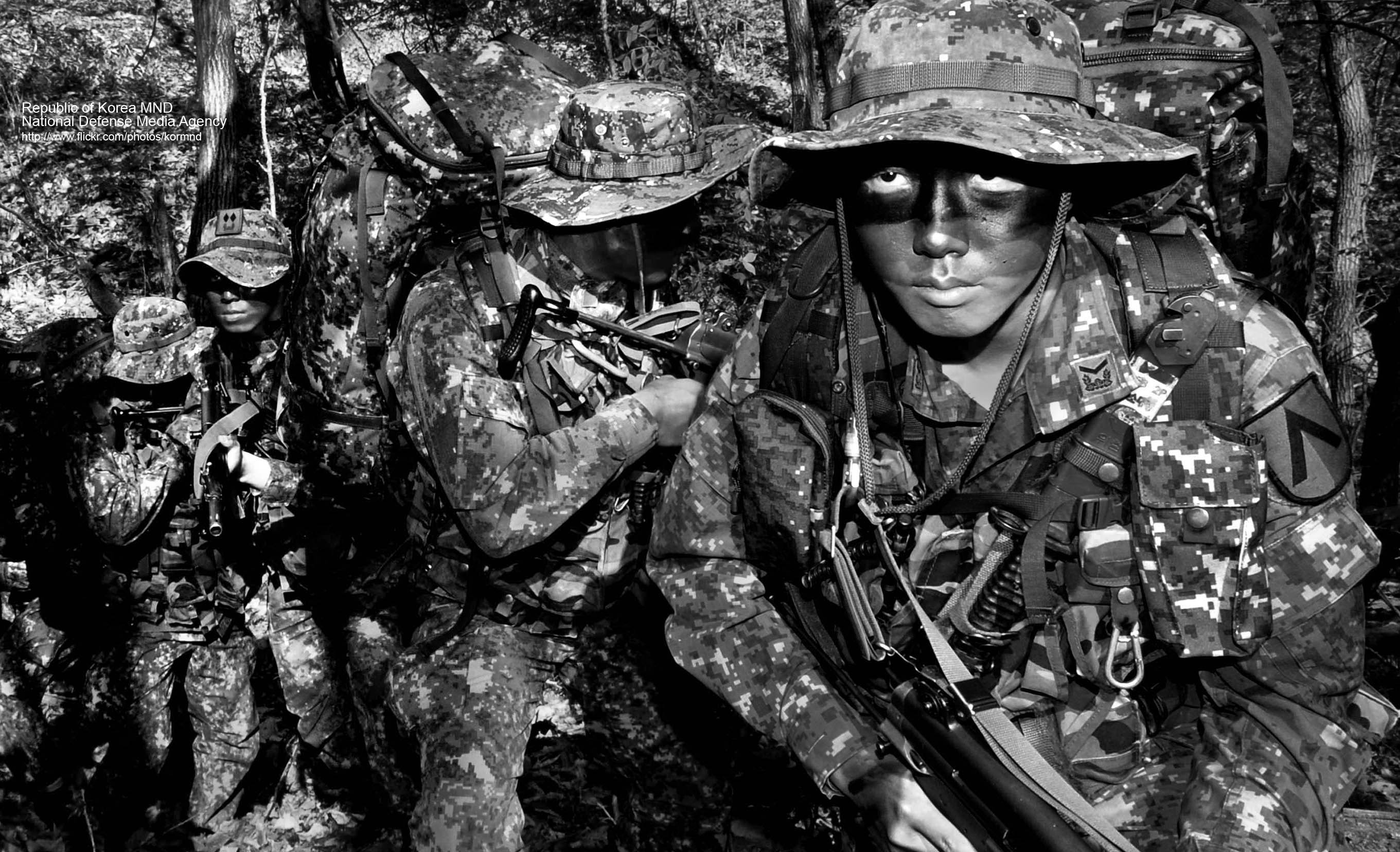
탐색격멸훈련 중인 수도군단 장병들

## 역사
본디 수도군단은 1954년 서울특별시 영등포구 문래근린공원에서 창설되어 주둔하였던 제6관구사령부가 1974년 3일 1일에 경인지역방어사령부로 개편되고, 1975년 8월 1일에 경기도 안양시로 옮겨가서 군단으로 개편된 부대이다.
2006년, 군단 최초로 《M-PRO수도군단》 브랜드화를 선포했다.
2008년, 국방개혁 2020에 따라 똑같이 수도를 방어하는 임무를 가진 수도방위사령부가 수도군단에 통폐합될 예정이었지만, 국방부는 개혁안을 수정하여 반대로 수도군단을 해체하고 수도방위사령부를 군단 규모로 늘리면서 포병 전력과 기동 전력을 대폭 강화시키는 방향으로 바꾸었다. 국방개혁 307계획의 발표로 국방개혁 2020은 폐기되어 수방사와의 통폐합은 없던 일이 되었다.
2014년 아시안 게임이 열리는 9월 4일부터 10월 4일까지 테러에 대비하여 경비지원을 위해 임시로 인천 아시안게임 경비작전사령부를 설립하여 운영하였다. 인천AG 경비작전사령부에는 수도군단의 예하 지원부대와 대한민국 해군 인천해역방어사령부와 육군특수전사령부 예하 제707특수임무대대, 공수특전여단을 더하여 약 50여개 부대가 참가하였다.
2019년 1월 1일, 육군지상작전사령부가 출범하면서 제55향토보병사단은 수도군단 예하에서 사령부 직할로 전환되면서 수도군단 관할지역이 축소되었다. 2020년 2월경 제55향토보병사단이 다시 수도군단 소속으로 환원되었다.

## 편성
수도군단
- 제2해병사단 "청룡"[7]
- 제17보병사단 "번개"
- 제51향토보병사단 "전승"
- 수도포병여단 "충의포병"
- 제100정보통신단
  - 통신운용대대
  - 제701통신대대
- 제800군사경찰단
- 제1175공병단
  - 제155공병대대
  - 제158공병대대
  - 교량중대
  - 제202항공대대
  - 제510항공대대
- 제700특공연대
- 제10화생방대대
- 제140정보대대
- 제10방공단
  - 제505방공대대
  - 제510방공대대

제6관구사령부
- 제30보병사단
- 제33보병사단

## 역대 지휘관
| #        | 계급 | 성명   | 취임일           | 이임일           | 임관      |
| -------- | ---- | ------ | ---------------- | ---------------- | --------- |
| 23       | 중장 | 김요환 | 2009년 12월      | 2011년 5월       | 육사 34기 |
| 24       | 중장 | 권태오 | 2011년 5월       | 2012년 11월      | 3사 13기  |
| 25       | 중장 | 이순진 | 2012년 11월 5일  | 2014년 4월 20일  | 3사 14기  |
| 26       | 중장 | 최병로 | 2014년 4월 21일  | 2015년 10월 29일 | 육사 38기 |
| 27       | 중장 | 김완태 | 2015년 10월 29일 | 2017년 9월 28일  | 육사 39기 |
| 28       | 중장 | 이창효 | 2017년 9월 28일  | 2019년 5월 9일   | 3사 19기  |
| 29       | 중장 | 최진규 | 2019년 5월 9일   | 2020년 12월 8일  | 학사 9기  |
| 30       | 중장 | 이정웅 | 2020년 12월 8일  | 2022년 6월 8일   | 육사 45기 |
| 31       | 중장 | 고창준 | 2022년 6월 9일   | 2023년 10월 30일 | 3사 26기  |
| 직무대리 | 소장 | 심진선 | 2023년 10월 30일 | 2023년 11월 6일  | 육사 46기 |
| 32       | 중장 | 박정택 | 2023년 11월 6일  | 2025년 5월 12일  | 학군 30기 |
| 직무대리 | 소장 | 이광섭 | 2025년 5월 12일  |                  | 육사 51기 |

## 기록

### 배속
- 제2야전군, 1954년;
- 제3야전군, 1975년 8월 1일;
- 지상작전사령부, 2019년 1월 1일;

### 계보
- 1954년 - 제6관구사령부
- 1974년 3일 1일 - 경인지역방어사령부
- 1975년 8월 1일 - 수도군단

## 참고
1. ↑  직무대리
2. ↑  김가영 (2011년 11월 15일). “육군부대도 `生家' 찾아준다”. 국방일보. 2014년 2월 3일에 원본 문서에서 보존된 문서. 2012년 2월 9일에 확인함.
3. ↑  이주형; 김태형 (2007년 5월 29일). “軍도 이젠 브랜드로 승부”. 국방일보. 2014년 2월 19일에 원본 문서에서 보존된 문서. 2011년 3월 19일에 확인함.
4. ↑  이대건 (2008년 11월 24일). “육군 군단 1개 증편...수방사 해체”. YTN. 2011년 4월 19일에 확인함.
5. ↑  김지훈 (2008년 11월 28일). “수방사 군단급으로 부대 개편”. 서울신문. 2011년 4월 19일에 확인함.
6. ↑  최해민 (2014년 9월 14일). “육군 수도군단, 인천AG 경비작전사령부 출범”. 연합뉴스. 2015년 1월 17일에 확인함.
7. ↑  해병대 2사단은 원래 해병대 사령부 예하에 편성되어 있으나 해병대 2사단 본부가 인천광역시 서구 금곡동에 위치하고 있기 때문에 경기도 남서부 일대를 방어하는 수도군단의 구역에 있는 관계로 부대 관리와 교육 훈련은 해병대 사령부의 통제를 받지만 해병대 2사단의 작전 통제권은 육군 수도군단이 보유한다고 한다.
8. ↑  직무정지